# Настасівка (Нікопольський район)
Наста́сівка — село в Україні, у Мирівській сільській громаді Нікопольського району Дніпропетровської області. Населення — 708 осіб. До 2015 року орган місцевого самоврядування — Мирівська сільська рада

## Географія
Село Настасівка розташоване за 99 км від обласного центру та 35 км від районного центру, на лівому березі річки Томаківки, вище за течією на відстані 1 км розташоване селище Мирове, нижче за течією розташоване селище Зоря (4,5 км), на протилежному березі — село Топила. Селом тече пересихаючий струмок із великою загатою. Через село пролягають автошлях національного значення Н23 (Кропивницький — Запоріжжя) та залізнична лінія Апостолове — Запоріжжя, на якій розташований пасажирський зупинний пункт Платформа 132 км.

## Історія
Село засноване до 1886 року. Станом на 1886 рік в селі, центрі Анастасівської волості Верхньодніпровського повіту Катеринославської губернії, мешкало 562 особи, налічувалось 113 дворових господарств, існувала православна церква.
За переписом 1897 року кількість мешканців зросла до 1027 осіб (495 чоловічої статі та 532 — жіночої), з яких 1020 — православної віри.
4 листопада 2015 року, в ході децентралізації, Мирівська сільська рада об'єднана з Мирівською селищною громадою Томаківського району.
19 липня 2020 року, в результаті адміністративно-територіальної реформи та ліквідації Томаківського району, село увійшло до складу Нікопольського району.

## Населення

### Мова
Розподіл населення за рідною мовою за даними перепису 2001 року:
| Мова              | Кількість | Відсоток |
| ----------------- | --------- | -------- |
| українська        | 633       | 89,41 %  |
| російська         | 57        | 8,05 %   |
| білоруська        | 5         | 0,71 %   |
| вірменська        | 2         | 0,28 %   |
| румунська         | 1         | 0,14 %   |
| інші / не вказали | 10        | 1.41%    |
| Всього:           | 708       | 100 %    |

## Об'єкти соціальної сфери
- Середня загальноосвітня школа.
- Амбулаторія.
- Дитячий дошкільний заклад.

## Відома особа
Уродженець села:
- Ганоцький Віктор Федорович (нар. 27 травня 1936 — пом. 2 січня 2010) — український поет